# Jacksonville (Carolina del Norte)
Jacksonville es una ciudad ubicada en el condado de Onslow en el estado estadounidense de Carolina del Norte. Es sede del condado de Onslow. La localidad en el año 2000, tenía una población de 66.715 habitantes en una superficie de 117 km², con una densidad poblacional de 579.2 personas por km².

## Geografía
Jacksonville se encuentra ubicada en las coordenadas 34°45′35″N 77°24′35″O / 34.75972, -77.40972. Según la Oficina del Censo, la localidad tiene un área total de 117 km² (45,2 mi²), de la cual 115,2 km² (44,5 mi²) es tierra y 1,8 km² (0,7 mi²) (1.51%) es agua.

### Localidades adyacentes
El siguiente diagrama muestra a las localidades en un radio de 24 kilómetros (14,9 mi) de Jacksonville.

## Demografía
En el 2000 la renta per cápita promedia del hogar era de $32.544, y el ingreso promedio para una familia era de $33.763. El ingreso per cápita para la localidad era de $14.237. En 2000 los hombres tenían un ingreso per cápita de $17.121 contra $19.931 para las mujeres. Alrededor del 14.10% de la población estaba bajo el umbral de pobreza nacional.